# Nile Ranger
Nile Ranger, född 11 april 1991, är en engelsk fotbollsspelare som spelar för Boreham Wood. Han har under sin karriär spelat för bland annat Newcastle United och Swindon Town.

## Karriär
I december 2021 värvades Ranger av National League-klubben Boreham Wood.